# Slovenka (časnik)
Slovenka je bil prvi slovenski ženski časopis. Nosil je podnaslov glasilo slovenskega ženstva, izhajati je začel 1. januarja 1897 v Trstu, najprej kot štirinajstdnevna priloga tržaškega političnega časnika Edinost, od leta 1900 pa kot samostojni mesečnik.

## Urednici
Do leta 1899 je bila urednica Marica Nadlišek Bartol, po tem letu pa Ivanka Anžič Klemenčič. Slovenka je, po šestih letih delovanja, prenehala izhajati konec leta 1902. Z odhodom Marice Nadlišek Bartol je uredništvo Slovenke prevzela Ivanka Anžič, ki je pri listu sodelovala vse od leta 1899. Ko je leta 1900 prevzela uredništvo Slovenke, je to bila bolj častna funkcija, čeprav je za svoje delo prejela tudi honorar v vrednosti mesečnih 50 goldinarjev. Odgovorni urednik Slovenke je bil najprej Franjo Klemenčič, šele v maju 1900 je postala tudi odgovorna urednica. Bil je to »prvi primer na Slovenskem«, da je ženska postala odgovorna urednica, Slovenka pa s tem »resnično ženski list«. Z nastopom nove mlade in precej neizkušene urednice so se v sestavi avtorjev in v usmeritvi člankov zgodile spremembe. Delno so bile te spremembe posledica spremenjenega formata Slovenke, ki je zdaj prenehala biti štirinajstdnevna priloga Edinosti in postala samostojen mesečnik, delno pa preferenc nove urednice in nove uredniške politike. Ivanka Anžič je svoj program predstavila v članku pod naslovom Pro Domo. Poudarila je, da je cilj Slovenke vzgoja »slovenskega ženstva«, a tudi seznanjanje bralk z ženskim in socialnim vprašanjem, torej s prepletom socialnih razlik in razlik spola. Urednica je načela številne nove teme, ki so bile za tedanje meščansko okolje težko sprejemljive. Spregovorila je o spolni vzgoji, dvojni morali in detomorih, nezakonskih materah, odpravi celibata za učiteljice, o pravicah zaposlenih uradnic, odpravi legalizacije prostituciji in nasilju nad služkinjami. Za mnoge tovrstne teme je navdih črpala iz tujih in socialdemokratskih časnikov.

## Ideja in tematika
Sprva je bila Slovenka »nosilka žara domovinske ljubavi«, kar potrjuje njen program, ki ji določa nacionalno in literarno funkcijo, torej želi narodno buditi slovenske ženske in dekleta (tako izobražene kot neizobražene) ter jim vzbuditi veselje do branja. Časnik je bil tako razdeljen na več delov. Prvi del je bil namenjen leposlovju in drugim umetnostim, drugi del je prinašal praktične nasvete za življenje žensk, tretji del je bil namenjen razvedrilu in zabavi, zadnja stran pa je vsebovala razna reklamna sporočila.
Šele kasneje, v drugem letniku, je s črticami Zofke Kveder začel opozarjati na ženska vprašanja. Tako so domoljubni spisi postopoma odstopili mesto boju za žensko enakopravnost, torej boju za žensko izobrazbo, večje kulturno udejstvovanje ter socialno in pravno osvoboditev. Posebno pod urednikovanjem Ivanke Anžič Klemenčič je časnik začel ponujati članke o prostituciji, o spolni vzgoji, o enaki morali za oba spola, o ločitvi, o odpravi celibata učiteljic in urednic, o detomorih,… Prav zaradi vse ostrejših feminističnih razprav, ki so jih v tujini (na Češkem, v Nemčiji) sicer hvalili, doma pa niso naletela na soglašanja, četudi so bili drugi urednici ciljna populacija bralstva izobraženci in ne mladina, ter zaradi zavračanja odvisnosti od političnih strank, je Slovenka prenehala izhajati.

## Sodelavke in sodelavci
Čeravno je bila Slovenka prvi slovenski ženski časopis, so bili pri izdajanju in pisanju člankov aktivni tudi moški – med slovenskimi pisatelji so objavljali predvsem modernisti, prevladujoča literarna smer, ki so ji pripadali avtorji tujih literarnih besedil, objavljenih v reviji, pa je bil predvsem realizem.
Od uveljavljenih pesnikov in pripovednikov so v Slovenki objavljali Ivan Cankar, Oton Župančič, Fran Saleški Finžgar in Anton Medved.
Prvi urednici sta pri urednikovanju in izbiranju poezije pomagala Simon Gregorčič in Anton Medved. Med pesniškimi sodelavkami Slovenke so bile, pretežno še v svojih začetnih ustvarjalnih obdobjih, vse, ki so postale osrednje pesniške predstavnice svoje dobe (navedene po letnici rojstva): Kristina Šuler (1866-1959), Franja Trojanšek Dekleva (1867-1935), Marica Strnad (1872-1953), Ljudmila Poljanec (1874-1948), Vida Jeraj (1875-1932), Ljudmila Prunk (1878-1947) in v manjši meri še Mira Mokriška (1875-1922) ter edina predstavnica starejše generacije Matilda Tomšič Sebenikar (1847-1933). Časopis jim je omogočal redne in številčne objave, s čimer je predstavljal dragoceno spodbudo za njihovo, za družbo še vedno ne povsem samoumevno pesniško in drugo ustvarjanje, hkrati pa jih je generacijsko, prijateljsko in intelektualno povezoval. S tem je Slovenka pomembno vplivala na konstituiranje njihovih avtorskih identitet. V njihovih pesmih, ki so bile v Slovenki številčnejše od pesmi moških kolegov, je domoljubje zgolj obrobna, začetna tema, pogosteje so tematizirane socialne in z družbeno moralo pogojene stiske žensk. Najpomembnejše pa so razpoloženjske in čustvene izpovedi ljubezni ter sreče v začetnih telesnih stikih zaljubljencev, želje po poroki, a tudi bolečine zaradi zavrnitve in slovesa, poleg tega pa še različna bivanjska občutja, razpeta med življenjsko razočaranje in hrepenenje. Ob teh temah so postromantično estetiko pesnice večinoma postopno nadomeščale z aktualno moderno. Med prozaistkami je največ besedil objavila Zofka Kveder, ki je objavila v Slovenki tudi nekaj dramskih prizorov in dramo Pravica do življenja.
Med tujimi avtorji, katerih prevode so objavljali v Slovenki, so prevladovali realisti: Čeh Josef Svatopulk Machar, Rus Ivan Turgenjev, Francoz Alphonse Daudet, Italijanka Ada Negri ter Nemec Hermann Sudermann.

## Vplivi iz tujine
Slovenka Marice Nadlišek Bartol se pri idejno-vsebinski zasnovi skorajda ni navezovala na nemški, še manj pa na italijanski prostor – kljub temu, da je izhajala v Trstu, najpomembnejšem avstroogrskem pristanišču in mestu z italijansko večino. Določilo jo je narodno gibanje, predvsem zbliževanje z ruskim, češkim in južnoslovanskim prostorom. Njena glavna želja je bila zbuditi ustvarjalnost žensk na kulturni ravni, v čemer je prepoznavala največji potencial za slovensko narodno skupnost. Obenem se je previdno ogibala prevelikemu vplivu modernizma iz zahodne Evrope. 
Ivanka Anžič Klemenčič pa je žensko vprašanje v Slovenki povezala s socialnimi in feminističnimi vidiki, kot so se oblikovali v nemškem, angleškem in francoskem okolju. Čeprav je narodni ton v ženskem vprašanju nekoliko oslabel, je Ivankina Slovenka ohranila naklonjenost slovanstvu, zlasti navdušenje nad ruskimi in češkimi avtorji ter zbliževanje z južnimi Slovani. V kratkem času svojega obstoja se je Slovenka dotaknila praktično vseh vidikov, ki so bili tedaj v evropskem prostoru aktualni za področje ženskih pravic.    

## Naročniki
Največ naročnikov in naročnic je bilo v tretjem letniku izhajanja, ko jih je bilo 508, od tega 140 moških, 61 društev in 307 žensk. Ravno zaradi neprofitnosti časopisa urednikovanje in prispevki niso bili honorirani. Propadu časnika je botrovalo tudi dejstvo, da je bilo vse manj žensk, ki bi plačevale za vsebino, ki je niso razumele ali pa se z njo niso strinjale.

## Slovenke poSlovenki
Po prvem časopisu Slovenka so izšli še štirje z istim imenom. Prvi v Ljubljani leta 1919, izhajal je od januarja do decembra, ki ga je spet urejala Ivanka Anžič Klemenčič, le da tokrat manj feministično obarvano. Bil je glasilo Slovenske ženske zveze. Drugi je začela izhajati leta 1922, izhajal je od januarja 1922 do decembra 1923, v Gorici, izdajal ga je konzorcij Slovenke, urejala pa Gizela Ferjančič.
Tretja in četrta Slovenka sta začeli izhajati v času 2. svetovne vojne, prva je bila večinoma leposlovne vsebine in je bila namenjena populaciji, ki se je pridružila protirevolucionarnemu gibanju, druga pa je pozivala slovenske matere, naj pošljejo svoje sinove v partizane. Obe sta nehali izhajati ob koncu vojne.